# بنكسية بوردتي
بنكسية بوردتي (الاسم العلمي: Banksia burdettii) هي نوع نباتي يتبع جنس البنكسية من فصيلة البروطية.